# Paliczyno
Paliczyno – osada leśna w północno-zachodniej Polsce, położona w województwie zachodniopomorskim, w powiecie gryfickim, w gminie Trzebiatów.
Według danych z 28 lutego 2009 gajówka miała 26 mieszkańców.
Przy miejscowości biegnie droga wojewódzka nr 102. Do gajówki prowadzi droga powiatowa nr 0128Z z Jaromina i Siemidarżna.
Paliczyno wraz z wsią Mirosławice tworzą wspólnie jednostką pomocniczą gminy – "Sołectwo Mirosławice".
W latach 1946–1998 miejscowość administracyjnie należała do województwa szczecińskiego.
| Zakres wieku mężczyzn | Mężczyźni | Kobiety | Zakres wieku kobiet |
| --------------------- | --------- | ------- | ------------------- |
| 0–19                  | 2         | 3       | 0–19                |
| 20–60                 | 15        | 4       | 20–65               |
| powyżej 60            | 1         | 1       | powyżej 65          |
| Razem (Σ)             | 18        | 8       | (Σ) Razem           |

Nazwę Paliczyno wprowadzono urzędowo w 1947 roku, zastępując poprzednią niemiecką nazwę leśniczówki Jungfernbrück.
W 2007 roku zniesiono miejscowość Osieki poprzez zmianę nazwy Osieki na Paliczyno (włączając ją do innej gajówki).
W miejscowości był przystanek kolejowy Paliczyno.